# Barth und Zaugg

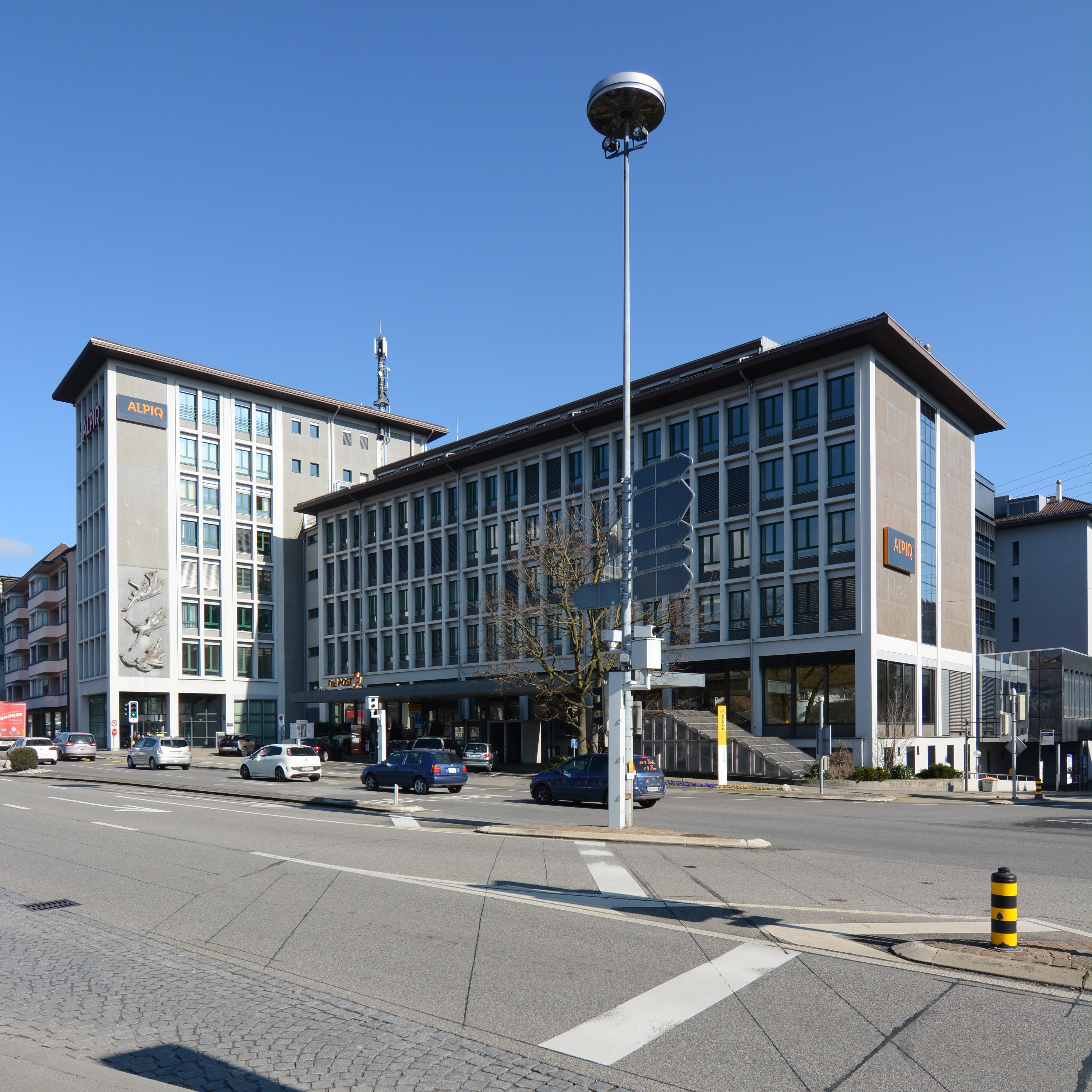
Verwaltungsgebäude ATEL und Hauptpost, Olten, ein Frühwerk des Büros. 1946–53

Barth und Zaugg war das gemeinsame Büro der beiden Architekten Alfons Barth (1913–2003) und Hans Zaugg (1913–1990) in Aarau, das etwa von 1942 an bestand. Beide Architekten führten aber daneben auch eigene Büros, Barth in Schönenwerd und Zaugg in Olten.
Ihre Zusammenarbeit begann mit der Überarbeitung eines Wettbewerbs für die Zentralbibliothek Solothurn. Hans Zaugg hatte einen ersten Wettbewerb ex aequo mit Arbeiten von Hans Bracher und Werner Studer gewonnen, für die zweite Stufe zog er Alfons Barth hinzu. In der Folge bearbeiteten die Architekten eine Vielzahl von Wettbewerben und realisierten ab Mitte der 1940er Jahre mehrere aus diesen Wettbewerben hervorgegangene Projekte, vorwiegend Schulen, die meist in Formen einer gemässigten Moderne gehalten waren und dem Landistil zugeordnet werden können. Typisches Beispiel eines Baus dieser Nachkriegsmoderne ist das Verwaltungsgebäude der Aare-Tessin AG und Hauptpost in Olten.

## Werke (Auswahl)
- Kantonsbibliothek, Solothurn, Wettbewerb II 1942, 1. Preis (nicht ausgeführt)
- Ortsplanung, Dornach SO / Arlesheim BL Wettbewerb 1945, 1. Preis
- Schule, Grenchen 1945–48
- Primarschule, Niedergösgen 1945–53
- Verwaltungsgebäude Aare-Tessin AG und Hauptpost, (ATEL) Olten 1946–1953, 1978
- Ortsplanung, Muri, Wettbewerb 1947, 1. Preis
- Schulhaus, Döttingen 1948–1949
- Landwirtschaftsschule, Gränichen 1948–1957
- Ortsplanung, Langenthal, Wettbewerb 1949, 1. Preis (mit Willi Marti)
- Wohnbauten, Arzthäuser, Höhenklinik Allerheiligenberg 1949–1952
- Berufsschule, Olten 1949–1954 (mit Oskar Bitterli)
- Bezirksschulhaus Fuchsrain, Möhlin 1952–1960
- Kirchgemeindehaus, Aarau 1954–1959
- Primarschule, Rothrist 1957–1961
- Schule Scheibenschachen, Aarau 1961–1963
- Schwesternhaus Königsfelden, Windisch 1960–1964
- Kantonsschule Steinmannhaus, Aarau 1961, 1967–1969
- Abschlussklassenschule Auen, Frauenfeld 1962–1968
- Sälischulhaus, Olten 1964–1968
- Mifa Mehrfamilienhäuser, Buchs 1964–1966
- Abdankungshalle Rosengartenweg, Aarau 1964–1968
- Mehrfamilienhaus Oberdorfstrasse, Buchs 1966–1967
- Postgebäude, Suhr 1968–1970
- Postgarage Telli, Aarau 1970–1978
- Schweizer Buchzentrum, Hägendorf 1972–1975, 1987
- Ausbildungsstätte SBB Löwenberg, Murten 1975–1982 (mit Fritz Haller)
- VEBO Behindertenzentrum, Oensingen 1976–1984
- Gemeindehaus, Däniken 1975–1977
- Schule und Mehrzweckanlage Steinmattstrasse, Oberbuchsiten 1977–1983
- Behindertenheim Juraweg, Staufen 1979–1981
- Um- und Anbau Hauptpost, Aarau 1980–1988
- Erweiterung Kantonsschule Zelgli, Aarau 1984–1989
- Erweiterung Kantonsschule (Bibliothek, Mediothek, Mensa), Solothurn 1984–1991 (weitere Erweiterungsbauten von Fritz Haller)